# GOLDEN GATE
『GOLDEN GATE』（ゴールデンゲート）は、UP-BEATの7枚目のオリジナル・アルバム。1992年6月21日、SPEEDSTAR RECORDSから発売された。

## 解説
発売当時のビクター音楽産業内に発足した新たな社内レーベルであるSPEEDSTAR RECORDSから発売された同レーベルからの最初のCDアルバム。

## 制作
1曲目収録「明日へ」と9曲目収録の「BELIEVE IN ME」は本作と同日発売シングルのアルバムバージョン。
それぞれシングルバージョンは後のベスト・アルバム『up-beat』に収録。
「明日へ」はミュージック・ビデオが制作されているが、商品化されていない。

## 収録曲
| 全編曲: UP-BEAT・ホッピー神山。 |                         |          |                                          | |      |
| #                               | タイトル                | 作詞     | 作曲                                     | 備考                                                                                               | 時間 |
| 1.                              | 「明日へ」              | 広石武彦 | 広石武彦・岩永凡・嶋田祐一・ホッピー神山 | 同日発売のシングルとはバージョンが異なる シングルバージョンは後のベスト・アルバム『up-beat』に収録 | 3:53 |
| 2.                              | 「ROCK TONIGHT」        | 広石武彦 | 広石武彦・岩永凡・嶋田祐一・ホッピー神山 | | 4:24 |
| 3.                              | 「HARD BEAUTY」         | 広石武彦 | 広石武彦・岩永凡・嶋田祐一               | | 4:32 |
| 4.                              | 「GOLDEN GATE」         | 広石武彦 | 広石武彦・岩永凡・嶋田祐一               | | 5:13 |
| 5.                              | 「LAW GAME」            | 広石武彦 | 広石武彦・岩永凡・嶋田祐一               | | 5:06 |
| 6.                              | 「CLOUDY DAY」          | 岩永凡   | 岩永凡・広石武彦                         | | 3:02 |
| 7.                              | 「HUMAN FEEL」          | 広石武彦 | 広石武彦・岩永凡・嶋田祐一・ホッピー神山 | | 4:43 |
| 8.                              | 「砂の城 (Ocean Blue)」 | 広石武彦 | 広石武彦・岩永凡・嶋田祐一               | | 6:08 |
| 9.                              | 「BELIEVE IN ME」       | 岩永凡   | 岩永凡・広石武彦・嶋田祐一               | 同日発売のシングルとはバージョンが異なる シングルバージョンは後のベスト・アルバム『up-beat』に収録 | 4:23 |
| 10.                             | 「WILD WEST」           | 広石武彦 | 広石武彦・岩永凡・嶋田祐一               | | 5:14 |
| 11.                             | 「STAND BY MY LOVE」    | 広石武彦 | 広石武彦・岩永凡・嶋田祐一               | | 4:50 |